# U 258
U 258 war ein deutsches U-Boot vom Typ VII C, das im Zweiten Weltkrieg von der deutschen Kriegsmarine eingesetzt wurde. 

## Geschichte
Seit Indienststellung war U 258 der 5. U-Flottille, die in Kiel stationiert war, als Ausbildungsboot unterstellt. Am 1. September 1942 wurde das Boot der 3. U-Flottille als Frontboot zugeteilt.

### Einsätze
Auf der ersten Feindfahrt operierte U 258 in Einsatzgebiet Nordatlantik, genauer östlich von Neufundland. Kommandant Wilhelm von Mässenhausen meldete auf dieser Fahrt zwei Schiffe torpediert zu haben. Es konnte weder ein Treffer beobachtet, noch im Nachhinein eine Beschädigung oder gar Versenkung eines Schiffes bestätigt werden. Diese Feindfahrt endete am 27. Oktober im neuen Heimathafen des Bootes: La Pallice. Von hier aus lief U 258 im Dezember desselben Jahres zu einer Feindfahrt in die Biscaya und im Frühjahr 1943 zu einer Feindfahrt mit dem Operationsgebiet Mittelatlantik aus.
Die letzte Fahrt des Bootes begann am 1. März 1943. Das Boot wurde Ende März einer U-Bootgruppe zugeteilt, die aus den gemeinsam operierenden Gruppen Fink und Amsel bestand und auf zwei Geleitzüge angesetzt war, die zu dieser Zeit aus Richtung Nordamerika erwartet wurden. Statt dieser fuhr der Geleitzug ONS 5, der vom Kurs abgekommen war, versehentlich und für beide Seiten überraschend in diese Ansammlung von 52 U-Booten hinein. U 258 versenkte aus diesem Geleitzug den amerikanischen Tanker McKeesport mit 6198 BRT. Kommandant von Mässenhausen meldete zwei weitere Dampfer beschädigt zu haben, dies konnte aber nicht bestätigt werden.

### Untergang
Am 20. Mai 1943 wurde U 258 um 19.24 Uhr im Nordatlantik auf der Position 55° 18′ N, 27° 49′ W von einer britischen B-24 Liberator des 120. Geschwaders der R.A.F. gesichtet. Das Boot lief zu dieser Zeit an der Oberfläche und wurde von der britischen Maschine zunächst mit Bordwaffen angegriffen. Nach dem Abwurf einer Wasserbombe begann das Boot hecklastig in schwerer See zu rollen und sank schließlich über Heck in die Tiefe.